# Rhopalocranaus
Rhopalocranaus is een geslacht van hooiwagens uit de familie Manaosbiidae.
De wetenschappelijke naam Rhopalocranaus is voor het eerst geldig gepubliceerd door Roewer in 1913. 

## Soorten
Rhopalocranaus omvat de volgende 14 soorten:
- Rhopalocranaus albilineatus
- Rhopalocranaus apiculatus
- Rhopalocranaus aspersus
- Rhopalocranaus atroluteus
- Rhopalocranaus bordoni
- Rhopalocranaus crulsi
- Rhopalocranaus festae
- Rhopalocranaus gracilis
- Rhopalocranaus limbatus
- Rhopalocranaus marginatus
- Rhopalocranaus robustus
- Rhopalocranaus tenuis
- Rhopalocranaus tuberculatus
- Rhopalocranaus ypsilon